# A2261-BCG
A2261-BCG (اختصار Abell 2261 Brightest Cluster Galaxy) هي مجرة إهليلجية ضخمة في عنقود Abell 2261. وهي واحدة من أكبر المجرات المعروفة، ويقدر قطرها بحوالي مليون سنة ضوئية، أي أكبر بعشر مرات من درب التبانة. وهي من ألمع وأكبر المجرات في العنقود ولها أكبر نواة مجرية رصدت على الإطلاق تمتد لأكثر من 10,000 سنة ضوئية.
المجرة الإهليلجية نوع-سي دي، التي تقع على مسافة لا تقل عن 3 مليارات سنة ضوئية من الأرض، معروفة جيداً كمصدر راديوي. نواة المجرة مأهولة من قبل عدد كبير من النجوم القديمة، ولكن منتشرة بشكل غامض، مما يعطيها نواة كبيرة. في 10 سبتمبر عام 2012، باستخدام كاميرا مرصد هابل الفضائي واسعة المجال 3، وجد العلماء أنه لم يكن هناك ثقب أسود هائل موجود في المركز. وقد يكون هذا سبب انتشار وضخامة نواة المجرة، لكن هذا يتعارض مع النظريات التطورية المجرية الحديثة. ومن المتوقع أن يكون هناك ثقب أسود هائل في مركز مجرة سي دي كبيرة مثل A2261-BCG.